# Edward R. Tannenbaum
Edward R. Tannenbaum, amerikansk historiker, professor i historia vid New York University. Han har även varit verksam vid Columbia University och Sorbonne.
Tannenbaum har publicerat arbeten bl.a. om Frankrikes politiska, sociala och kulturella utveckling. Han har även skrivit den till svenska översatta Västerlandets historia (4 bd, 1971) som spänner sig över de århundraden som ligger mellan medeltiden och 1960-talet.